# Agfacontour Professional
Agfacontour Professional war ein Planfilm mit spezieller Fotoemulsion, welcher nach Belichtung und Entwicklung im Agfacontour-Entwickler Äquidensiten in einem Durchgang produzierte. Agfacontour wurde von der Agfa 1970 auf dem Markt gebracht und war 2002 nicht mehr in Produktion.
Bis zur Erscheinung des Agfacontour Filmes gab es folgende Verfahren, Äquidensiten herzustellen:
- Das Einplatten-Verfahren, auch Sabattier- oder Pseudosolarisations-Verfahren genannt
- Das Zweiplatten-Verfahren, auch Negativ/Positiv-Verfahren genannt
- Das Streulicht-Verfahren
- Elektronische (Video) Verfahren
- Die Punktausmessung mit Densitometern bzw. Densographen[2][3]
- Automatische Messung mit Digitizern

Jedes dieser Verfahren hatte seine Nachteile, wobei die Reproduzierbarkeit bei den fotografischen Verfahren und generell Verfahrenschwierigkeiten wohl die wichtigsten Nachteile waren. Wegen Schwierigkeiten der Reproduzierbarkeit war die quantitative Auswertung der Dichte nur mit Punktausmessung und Digitizer möglich.
Deshalb wurde bei Agfa eine Arbeitsgruppe errichtet, um ein fotografisches Verfahren zu entwickeln, das die folgende Aufgabenstellung erfüllte:
- Schwarzweißauszug eines genau steuerbaren Dichtebereichs
- Aufgliederung in einzelne Dichtebereiche, die über Farbumsetzung oder mittels Symbolraster überschaubar gestaltet werden
- Abstandsmessung gleichartiger Schwärzungen (speziell bei Schwärzungsverläufen)
- Informationsverdeutlichung bei chaotischen Dichteverteilungen und Dichteverläufen

Der Agfacontour Professional Planfilm Emulsion bestand im Wesentlichen aus drei Komponenten, und zwar einer Silberbromid-Emulsion, einer Silberchlorid-Emulsion und katalytisch aktiven Keimen für eine physikalische Entwicklung, wie z. B. Silbersulfid. Da die beiden Emulsion unterschiedliche Spektralempfindlichkeiten besaßen, war die Breite der Äquidensite steuerbar mittels Gelb- und Magentafilterung.
Obwohl das Material ziemlich unempfindlich war (für höhere Dichten waren minutenlange Belichtungszeiten notwendig), waren die Resultate sehr reproduzierfähig und zeigten Äquidensiten zweiter Ordnung klare und scharfe Resultate – etwas, was mit der Pseudosolarisation nur mit Spezialentwickler erreichbar war.
Das Gamma des Agfacontourfilmes war sehr hoch (über 7) und das Auflösungsvermögen war 40 Linien/mm.

## Graphik

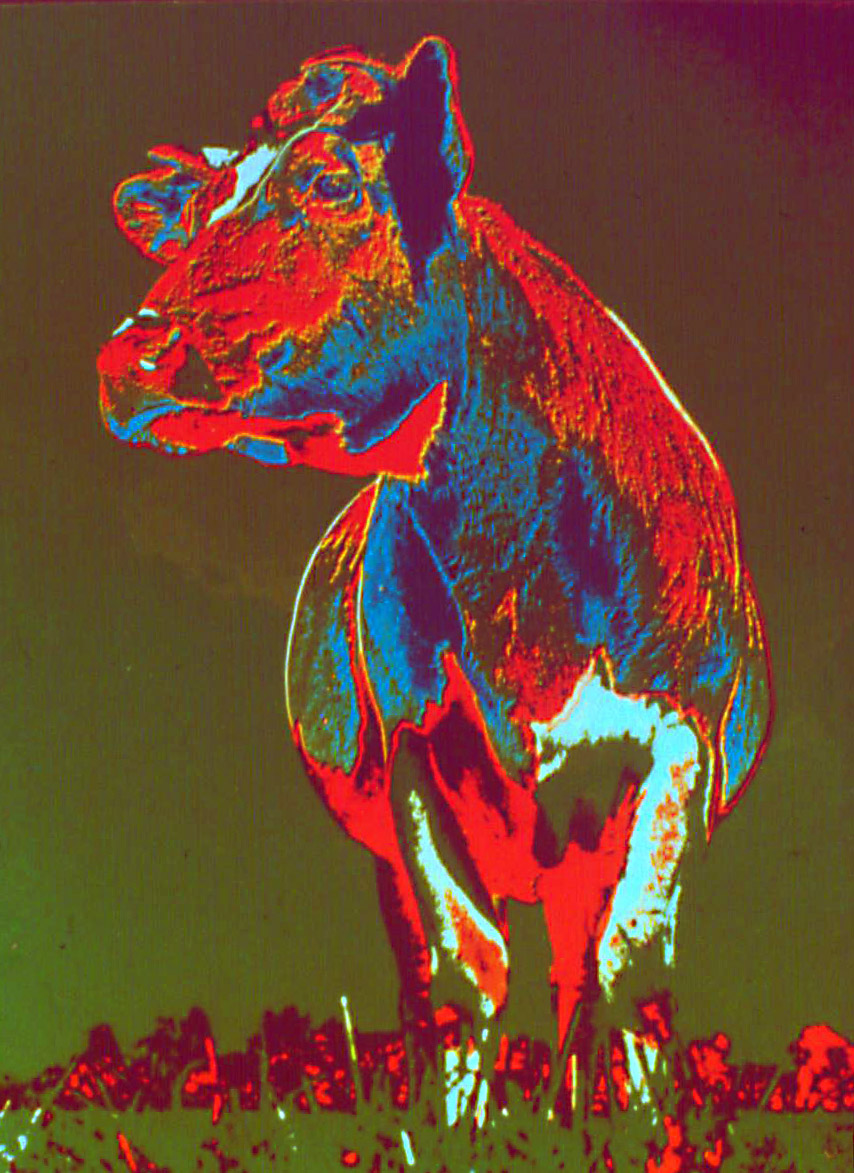
Äquidensitenschar und chromogene Entwicklung der einzelnen Schwarz-Weiß Auszügen

Außer in der Wissenschaft ermöglichte der Agfacontour Professional auch viele neue Möglichkeiten der Gestaltung in der Werbegraphik und von Verfremdungstechniken in der Fotografie.